# Casa de Menandro

Plano de Pompeya con la Casa de Menandro indicada en rojo

La Casa de Menandro es una residencia romana ubicada en Pompeya, Italia. Se sitúa en la Regio I, Insula 10, Entrada 4 (I.10.4). Ocupa un área de unos 1800 metros cuadrados. Es un buen ejemplo de domus de una familia acomodada de la antigua Pompeya. Su denominación es debida a la imagen del poeta griego Menandro encontrada en ella y no por el nombre del propietario de la casa. Fue excavada entre noviembre de 1926 y junio de 1932.

## Descripción

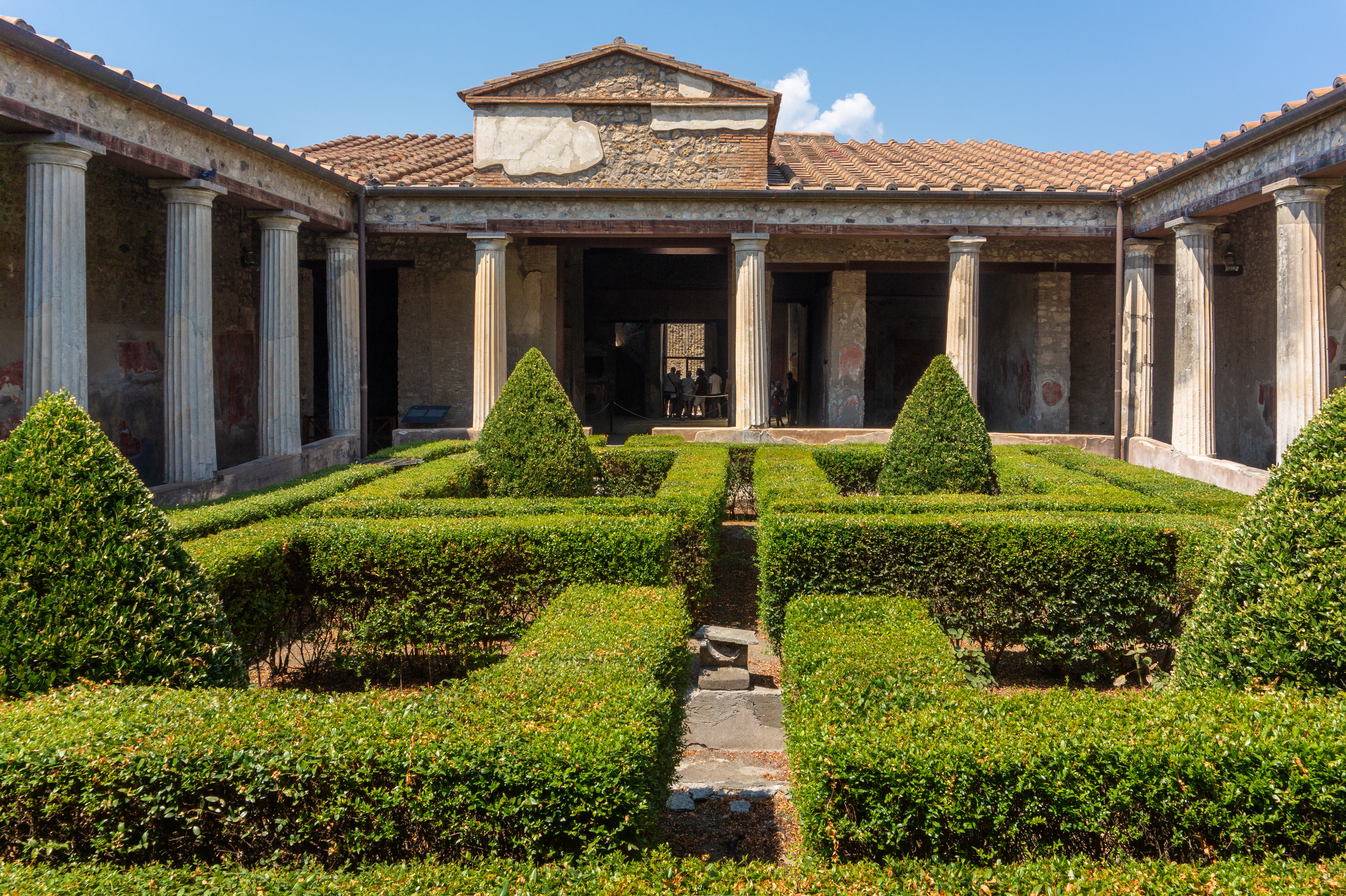
El peristilo o jardín de la Casa de Menandro

La parte más antigua de la casa fue construida en el año 250 a. C. y era relativamente modesta. Se componía de un atrio, alrededor del cual se situaban diversos espacios.
Un siglo más tarde, en la época augustea, la domus fue renovada sustancialmente, construyéndose un peristilo en el espacio que habían ocupado otras residencias adyacentes. En la parte este se ubicó la zona privada de la casa, mientras que en el oeste se situaron las termas. Estas, que estaban siendo restauradas en el momento de la erupción, estaban formadas por un patio con cinco columnas, un vestuario y un caldarium o sala caliente. Durante la excavación se hallaron ánforas rellenas de estuco y un horno provisional, lo cual podría indicar que poco antes de la erupción se habrían realizado diversos trabajos de acondicionamiento en varios lugares de la vivienda. La puerta de acceso y el tablinum se decoraron con capiteles de toba volcánica.
El atrio toscano tenía un techo sujetado por vigas de madera que se ha conservado intacto y un impluvium realizado con mármol. En un templete se veneraban los lares protectores de la familia y el Genio, el espíritu vital del cabeza de familia. Las grandes columnas del peristilo eran de estilo dórico, una variación de la arquitectura clásica a su vez relacionada con la arquitectura griega. No es de extrañar la influencia de la cultura helénica en la arquitectura pompeyana, ya que los griegos ya habían utilizado el puerto como puesto de comercio antes de que los oscos fundaran la ciudad en el siglo VI a. C.

## Decoración

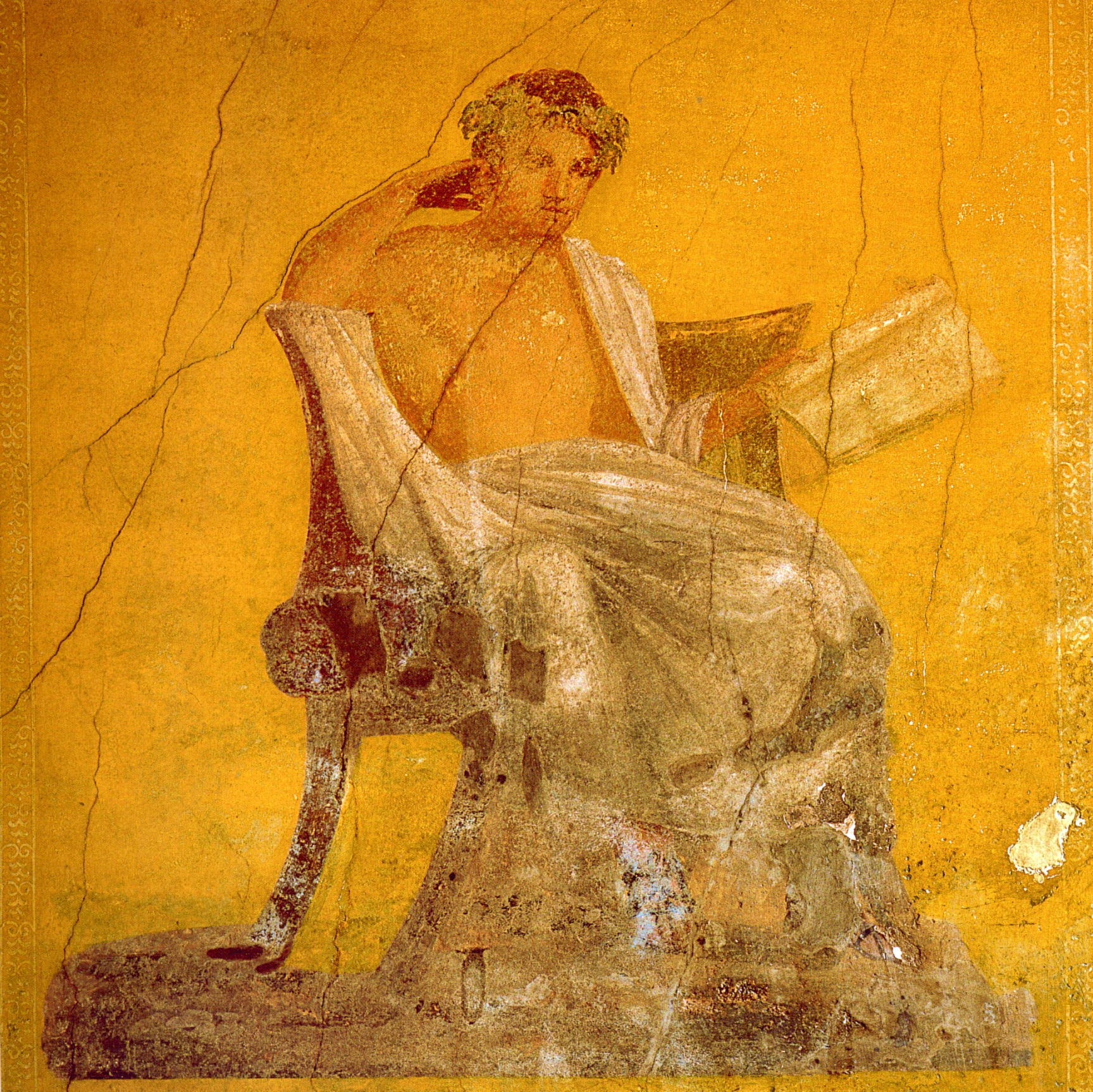
El fresco de Menandro, al cual debe su nombre la casa.

La vivienda debe su nombre al fresco que representa al comediógrafo griego Menandro. Fue encontrado en muy buen estado en el interior de uno de los nichos situados en el muro posterior del peristilo, en concreto en la hornacina central. Según algunos investigadores, la pintura no representaría al propio Menandro sino al propietario de la casa u otra persona que estaría leyendo la obra del autor.
La casa está decorada con frescos del cuarto estilo pompeyano. Una estancia a la izquierda de la entrada está adornada con tres escenas realizadas en dicho estilo, que representan la Guerra de Troya. En el llamado Salón verde, abierto hacia el peristilo, un fresco representa a unos amorcillos entre sarmientos de vid, y otro describe con humor la escena de las bodas de Hipodamía. La estancia también alberga un hermoso mosaico realizado con pequeñas teselas de colores que representan escenas del Nilo. La casa contiene otros frescos, como el que representa la muerte de Laocoonte u otras escenas de la Ilíada y la Odisea en el atrio de la vivienda.
En el caldarium se halló un gran mosaico decorado con motivos de acanto en el centro rodeado de peces, delfines y otros animales marinos. En el acceso, otro mosaico de un sirviente ofreciendo recipientes para ungüentos.
Diversos ejemplos de grafiti romanos pueden observarse en los muros exteriores de la casa.

## Tesoro

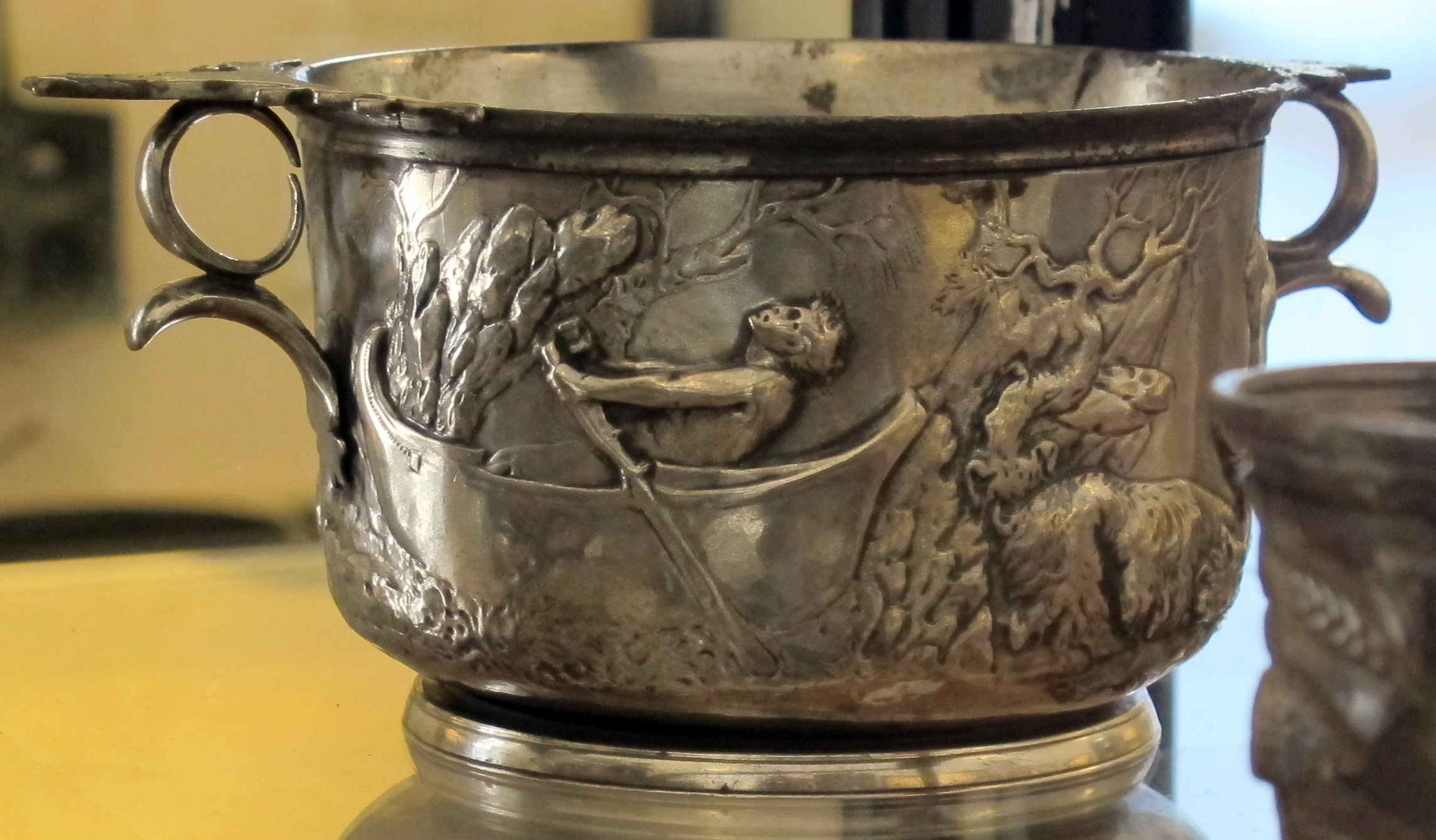
Taza de plata, del tipo esquifo, encontrada en la casa de Menandro, actualmente depositada en el Museo Arqueológico Nacional de Nápoles

En un sótano situado debajo del atrio pequeño se encontró un tesoro de 118 piezas de plata, que habían sido almacenadas en un armario de madera durante los trabajos de restauración de la casa. Los objetos habían sido envueltos en paños de lana y constituían un servicio de mesa completo. La vajilla incluía vasijas para servir vino, platos y tazas usadas en banquetes. En el mismo lugar se hallaron también piezas de oro y monedas por valor de 1432 sestercios.

## Propietario
La casa pudo haber pertenecido a un magistrado local. En particular, el arqueólogo Matteo Della Corte sugirió que el propietario de la vivienda habría sido Quinto Popeo Sabino, emparentado con Popea, la esposa de Nerón, puesto que se encontró un sello de bronce con la inscripción Quintus en una estancia para el alojamiento del servicio. También se halló un grafito en el acceso que menciona a Quintus, y otros grafiti descubiertos que se refieren a Sabinus.

## Galería de imágenes
|                                                                    |
| Atrio decorado con paneles de color rojo y amarillo y friso negro. |

|                      |
| Vista del peristilo. |

|                                          |
| Pintura mural representando a Laocoonte. |

|                                                            |
| Áyax persigue a Casandra, que busca refugio en el Paladio. |

|                                          |
| Fresco que representa el mito de Acteón. |